# Tanauan City
Tanauan (offiziell: City of Tanauan; Filipino: Lungsod ng Tanauan) ist eine philippinische Stadt in der Provinz Batangas.

## Baranggays
Tanauan City ist politisch in 48 Baranggays unterteilt.
| - Altura Bata - Altura Matanda - Altura-South - Ambulong - Banadero - Bagbag - Bagumbayan - Balele - Banjo East - Banjo Laurel (Banjo West) - Bilog-bilog - Boot - Cale - Darasa - Pagaspas - Gonzales | - Hidalgo - Janopol - Janopol Oriental - Laurel - Luyos - Mabini - Malaking Pulo - Maria Paz - Maugat - Montaña (Ik-ik) - Natatas - Pantay Matanda - Pantay Bata - Poblacion Barangay 1 - Poblacion Barangay 2 - Poblacion Barangay 3 | - Poblacion Barangay 4 - Poblacion Barangay 5 - Poblacion Barangay 6 - Poblacion Barangay 7 - Sala - Sambat - San Jose - Santol (Doña Jacoba Garcia) - Santor - Sulpoc - Suplang - Talaga - Tinurik - Trapiche - Ulango - Wawa |

## Sehenswürdigkeiten

### Mabinischrein Tanauan
Der Mabinischrein im Baranggay Talaga beherbergt die persönlichen Besitztümer und sterblichen Überreste des „Revolutionshelden“ und „Gehirn der Katipunan“ Apolinario Mabini. Seine Schriften und Erinnerungsstücke werden im Mabinischrein aufbewahrt. Sein Grab liegt in der Mitte der Anlage.

## Persönlichkeiten
- Apolinario Mabini (* 23. Juli 1864 in Tanauan; † 13. Mai 1903 in Manila), war ein philippinischer Politiker und Theoretiker und ist einer der Nationalhelden der Philippinen
- José P. Laurel (* 9. März 1891 in Tanauan; † 6. November 1959 in Manila), war ein philippinischer Politiker und Präsident der Philippinen